# 野尻霉素
野尻霉素（英語：Nojirimycin）是一些链霉菌产生的5-氨基-5-脱氧-D-葡萄糖，为一种抗生素。形成吡喃环后，和葡萄吡喃糖相似，可以作为肠α-葡糖苷酶、胰α-淀粉酶，以及N-糖链加工中的α葡糖苷酶等的抑制剂。